# Stan Mikawos
Stan Mikawos (ur. 11 maja 1958 w Gdańsku) – polski zawodnik futbolu kanadyjskiego w lidze CFL. Grał na pozycji defensive tackle w Winnipeg Blue Bombers. Trzykrotnie zdobywał ze swoją drużyną Puchar Greya w 1984, 1988 i 1990.
Podczas finału CFL w 1984 roku, w którym Winnipeg Blue Bombers grali z drużyną Hamilton Tiger-Cats, Mikawos krótko przed przerwą podniósł zgubioną przez przeciwnika piłkę i zdobył touchdown, uzyskując prowadzenie dla swojej drużyny, którego Blue Bombers nie oddali już do końca meczu, zdobywając tym samym Grey Cup 
W 2000 został wybrany do Galerii Sławy Winnipeg Blue Bombers.